# Bellida graminea
Bellida graminea là một loài thực vật có hoa trong họ Cúc. Loài này được Ewart mô tả khoa học đầu tiên năm 1907. It is native to Western Australia. Its common name is rosy bellida.